# Oratino
Oratino ist eine italienische Gemeinde (comune) mit 1699 Einwohnern (Stand 31. Dezember 2023) in der Provinz Campobasso in Molise und liegt etwa sieben Kilometer nordwestlich von Campobasso am Biferno. Die Gemeinde Oratino    ist Mitglied der Vereinigung I borghi più belli d’Italia (Die schönsten Orte Italiens)

## Verkehr
Am nordwestlichen Rand der Gemeinde entlang führt die Strada Statale 618 Fondo Valle del Biferno von Boiano nach Guglionesi.